# دمق (إيران)
دمق (بالفارسية: دمق) هي منطقة سكنية تقع في إيران في Sardrud District. يقدر عدد سكانها بـ 2,847 نسمة .